# Trichogatha variegata
Trichogatha variegata là một loài bướm đêm trong họ Noctuidae.